# Ostrý (hrad, okres Klatovy)
Ostrý (německy Osser) je zaniklý hrad na vrcholu šumavské hory Ostrý. Částečně se nacházel ve správním území obce Hamry v okrese Klatovy v Plzeňském kraji, ale přímo hradním areálem vede státní hranice s Německem. Hrad byl založen jako strážní bod na zemské hranici koncem třináctého století a přibližně o sto let později zanikl. Jediným jeho patrným pozůstatkem je ve skále vytesaný příkop.

## Historie
O hradu se nedochovaly žádné písemné prameny. Podle nalezené keramiky byl zřejmě založen koncem třináctého století a zanikl přibližně o sto let později. Povědomí o existenci hradu se přesto uchovalo i v následujících staletích a zřícenina je uvedena v bavorském popisu hranice z roku 1512. O dva roky později byla zakreslena na hraniční mapě Sigmunda von Seyboltstorta zu Ritterswörth. Mapa Filipa Apiana z roku 1563 zobrazuje hrad i na vedlejším vrcholu, tzv. Malém Ostrém, a podle jejího popisu jeden z hradů patřil k Čechám a druhý k Bavorsku. Na Malém Ostrém však při povrchovém průzkumu v roce 1995 nebyly nalezeny žádné stopy po osídlení. V roce 1569 zříceninu na své mapě vyznačil straubinský malíř Ersinger. Hrad na vrcholu Ostrého zmiňují také hraniční popisy ze sedmnáctého a osmnáctého století a jeho existence se odráží také v několika pověstech.
Hrad patřil do skupiny tzv. horských hrádků zakládaných panovníkem podél zemských hranic a obchodních cest. Důvodem výstavby v klimaticky extrémní a obtížně dostupné poloze byl výhled do okolní krajiny, který umožnil vizuálně kontrolovat Lamské údolí v Bavorsku. Na české straně mohl hrad střežit krátký úsek obchodní cesty mezi Nýrskem a Svatou Kateřinou.
Jediný archeologický výzkum Ostrého před rokem 1990 provedl v srpnu 1862 amatérský archeolog František Obricht, který na lokalitě popsal ve skále vylámaný příkop, val a mělce pod povrchem nalezl zvířecí kosti a zlomky keramiky. Klatovský učitel Justin Václav Prášek v roce 1880 na Ostrém připomněl jakési budovy a archeologické nálezy, mezi které měly patřit také části železné zbroje.V novodobé historii byly nepatrné stopy po hrádku částečně prozkoumány až v roce 1992 archeologem Jiřím Fröhlichem.

## Stavební podoba
Hrad byl postaven na vrcholu hřebene tvořeného moldanubickým dvojslídným svorem. Stával v místech, kde byla v roce 1897 postavena horská chata, při jejíž výstavbě byly terénními úpravami zničeny téměř všechny terénní pozůstatky a fragmenty zdiva. Vrcholová plošina má rozměry 30 × 30 metrů a ze tří stran je chráněna skalními srázy. Přístup na ni vedl po skalním hřbetu, který je přerušen 1,6–2 metry širokým, uměle vytesaným příkopem. Po hřbetu vede státní hranice, která se v příkopu stáčí a samotné staveniště obchází. To se nachází především na území Bavorska a k Česku patří jen nevelký výběžek plošiny v blízkosti chaty.